# Hebräische Universität Jerusalem
Die Hebräische Universität von Jerusalem (hebräisch הָאוּנִיבֶרְסִיטָה הָעִבְרִית בִּירוּשָׁלַיִם ha-ʾŪnīverssīṭah ha-ʿIvrīt b-Īrūschalajim; arabisch الجامعة العبرية في القدس, DMG al-ǧāmiʿa al-ʿibriyya fī’l-Quds; englisch The Hebrew University of Jerusalem) gilt gemeinhin als die  bedeutendste Universität Israels mit weltweitem Ruf.
Die Universität wurde im Jahr 1918 gegründet und ist somit nach dem Technion in Haifa die zweitälteste Hochschuleinrichtung des Landes. Seit dem Jahr 2017 ist Asher Cohen Präsident der Universität. Die ersten Verwaltungsratsposten der Universität wurden unter anderem von Albert Einstein, Sigmund Freud, Martin Buber, Chaim Bialik und Chaim Weizmann bekleidet. Vier der insgesamt neun Ministerpräsidenten Israels sind Absolventen der Universität. Weiter zählt die Universität vier Nobelpreisträger und einen Fields-Medaillengewinner zu ihren Absolventen.

## Geschichte

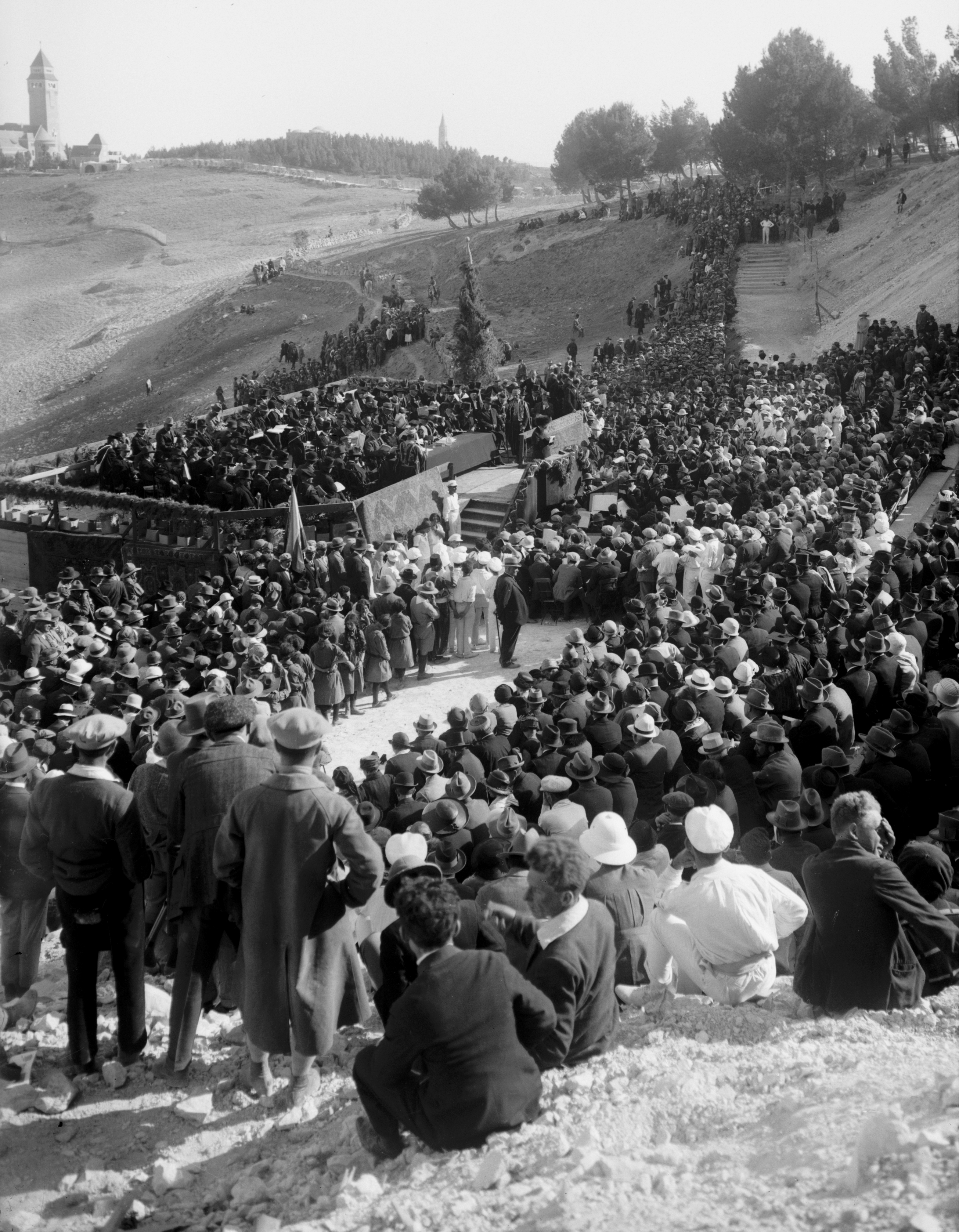
Eröffnungsfeier auf dem Skopusberg (1925)

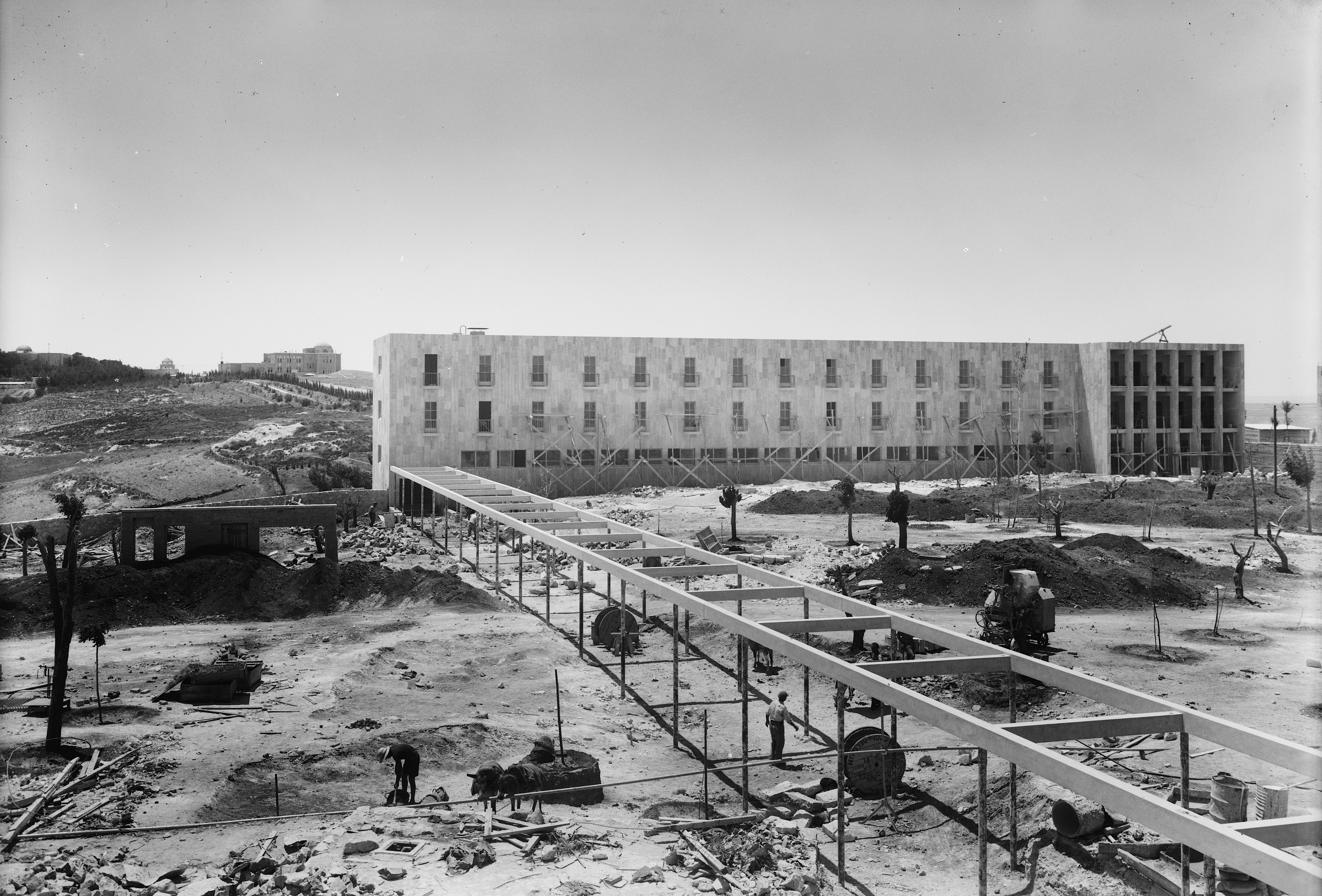
Bau der Universitätsklinik (1934)

Die Gründung einer Universität in Israel war von Anfang an Teil der zionistischen Vision. Bereits in der Kattowitzer Konferenz von 1884 gab es dazu Vorschläge und 1897 beim ersten Zionistischen Kongress in Basel wurde diese Idee unter Mitwirkung von Hermann Schapira weiter verfolgt. Die Idee, eine Universität in Jerusalem zu gründen, wurde dann auch 1902 in einem Flugblatt von Chaim Weizmann, Martin Buber und Berthold Feiwel propagiert. Auch Albert Einstein zählte zu den Befürwortern, er vererbte seine Schriften und seinen Besitz der Universität. Das Baugrundstück am Skopusberg wurde von russischen Zionisten erworben. Einige Teile des Skopusberges, auf denen die Universität steht, wurden von Raghib an-Naschaschibi verkauft. Der ursprüngliche Plan für die Universitätsgebäude stammt von Sir Patrick Geddes, von ihnen wurde aber nur die Nationalbibliothek, das heutige Jura-Fakultätsgebäude ausgeführt.
Anlass zu einer lebhaften Debatte gab 1913 die Frage, welche Sprache an der neuen Universität primär gesprochen werden sollte. Während die Fraktion der „Germanisten“ eine Kombination von Deutsch und Arabisch als Sprache für die nicht-jüdischen Fächer vorschlug, befürworteten die „Hebraisten“ die generelle Verwendung des Hebräischen. Erstere befürchteten vor allem, dass das sich erst entwickelnde Neu-Hebräische noch zu arm an Fachbegriffen für religionsferne Bereiche sei und daher die akademische Qualität mindern könne. Auch wenn diese Sorge nicht als gänzlich unbegründet abgetan werden konnte, unterschätzten die Vertreter diese Position jedoch die politische Bedeutung, die die Sprache für viele Juden, auch außerhalb des unmittelbaren akademischen Betriebs, besaß und konnten sich daher nicht durchsetzen.
Am 24. Juli 1918 wurde der Grundstein für die Universität gelegt. Die Feier wurde von General Allenby und Chaim Weizmann besucht, welcher Hauptredner war. Im Mandatsgebiet Palästina gab es jedoch auch Widerspruch gegen das Projekt, da einige zionistische Aktivisten eher eine agrarische Durchsiedlung des Landes für nötig hielten. Die Universität wurde am 1. April 1925 mit den drei Fakultäten Mikrobiologie, Chemie und Jüdische Studien eröffnet. Bei der Eröffnungszeremonie sprachen Lord Balfour, Chaim Weizmann, Abraham Isaak Kook, Herbert Samuel und Chaim Nachman Bialik. Gründungsmitglied, seit 1925 Kanzler sowie von 1935 bis 1948 erster Präsident war Judah Leon Magnes. In ihren Anfangsjahren war die Universität eine Forschungseinrichtung, der formelle Lehrbetrieb begann erst 1928.
Eine der wichtigsten Fragen in den Jahren bis zur Eröffnung der Universität 1925 war jene nach dem ihrem spezifisch hebräischen Charakter. Dies betraf nicht nur die Wahl der offiziellen Sprache, sondern auch organisatorische Aspekte, wie etwa die Gründung von Fakultäten und ihren jeweiligen fachlichen Zuschnitt, sowie die Erarbeitung eines allgemeinen Forschungsprofils. Vor diesem Hintergrund konsultierte Shmaryahu Levin 1919 verschiedene europäisch-jüdische Gelehrte, um zu erfahren, was eine Hebräische Universität ihrer Meinung nach ausmache. Zu ihnen zählte u. a. Ignaz Goldziher, dessen Vorschläge zumindest teilweise realisiert wurden: „orientalische“ Sprachen, Jüdische Literatur und Archäologie sollten zu den ersten Gebieten gehören, auf denen an der neuen Universität geforscht wurde.
In den 1930er Jahren bot die Universität vielen jüdischen Wissenschaftlern, die aus Europa vor den Nationalsozialisten fliehen mussten, eine neue Wirkungsstätte. Unter ihnen Hans Jakob Polotsky, der die linguistische Abteilung der Universität gründete, Ladislaus Farkas, der 1935 die Abteilung für Physikalische Chemie gründete, Bernhard Zondek Professor für Gynäkologie, Chanoch Albeck, Professor und später Leiter der Talmud-Fakultät sowie Martin Buber.
Während des Israelischen Unabhängigkeitskrieges 1948/1949 wurde der Skopusberg vom Rest des israelischen Jerusalem abgeschnitten und bildete eine israelische Exklave. Die Lehr- und Lerntätigkeit in der Universität musste verlagert werden. Dazu wurden der Campus Givʿat Ram, eingeweiht 1958 und der ʿEin-Kerem-Campus im westlichen Jerusalem errichtet. Erst 1969, nachdem die israelischen Streitkräfte im Sechstagekrieg Ostjerusalem besetzt hatten, wurde der Campus auf dem Skopusberg wieder eröffnet und erweitert und ist seit 1981 wieder das Zentrum der Universität. Zur Universität gehört auch die agrarwissenschaftliche Fakultät in Rechovot, die auch Mitglied in der Euroleague for Life Sciences ist.
Beim Crossair-Flug 3597 verunglückte am 24. November 2001 der Dekan der medizinischen Fakultät, Yaakov Matzner tödlich.
Während der Zweiten Intifada ließ die Terrorgruppe Hamas am 30. Juli 2002, nach eigener Darstellung in Vergeltung der Tötung von Salah Shehade (Qassam-Brigaden) und 17 weiteren Personen in Gaza, in der Cafeteria des Internationalen Studienzentrums Frank Sinatra eine Bombe explodieren. Es gab sieben Tote und 70 Versetzte. Die Internetseite Israelnetz nennt mit abweichendem Datum des 31. Juli 2002 die Zahl von neun Toten, darunter fünf US-Amerikaner, und etwa 100 Verletzte.
Die Fraunhofer-Gesellschaft hat am 21. Mai 2019 zwei neue Forschungszentren für Cybersicherheit und Gesundheit, das Fraunhofer Project Center for Cybersecurity at The Hebrew University of Jerusalem sowie das Fraunhofer Project Center for Drug Discovery and Delivery at The Hebrew University of Jerusalem, an der Hebräischen Universität in Jerusalem eröffnet.
Als erste arabische Israelin wurde Mona Chury-Kassabari im April 2021 zur Vizepräsidentin der Universität ernannt.

## Lehrangebot

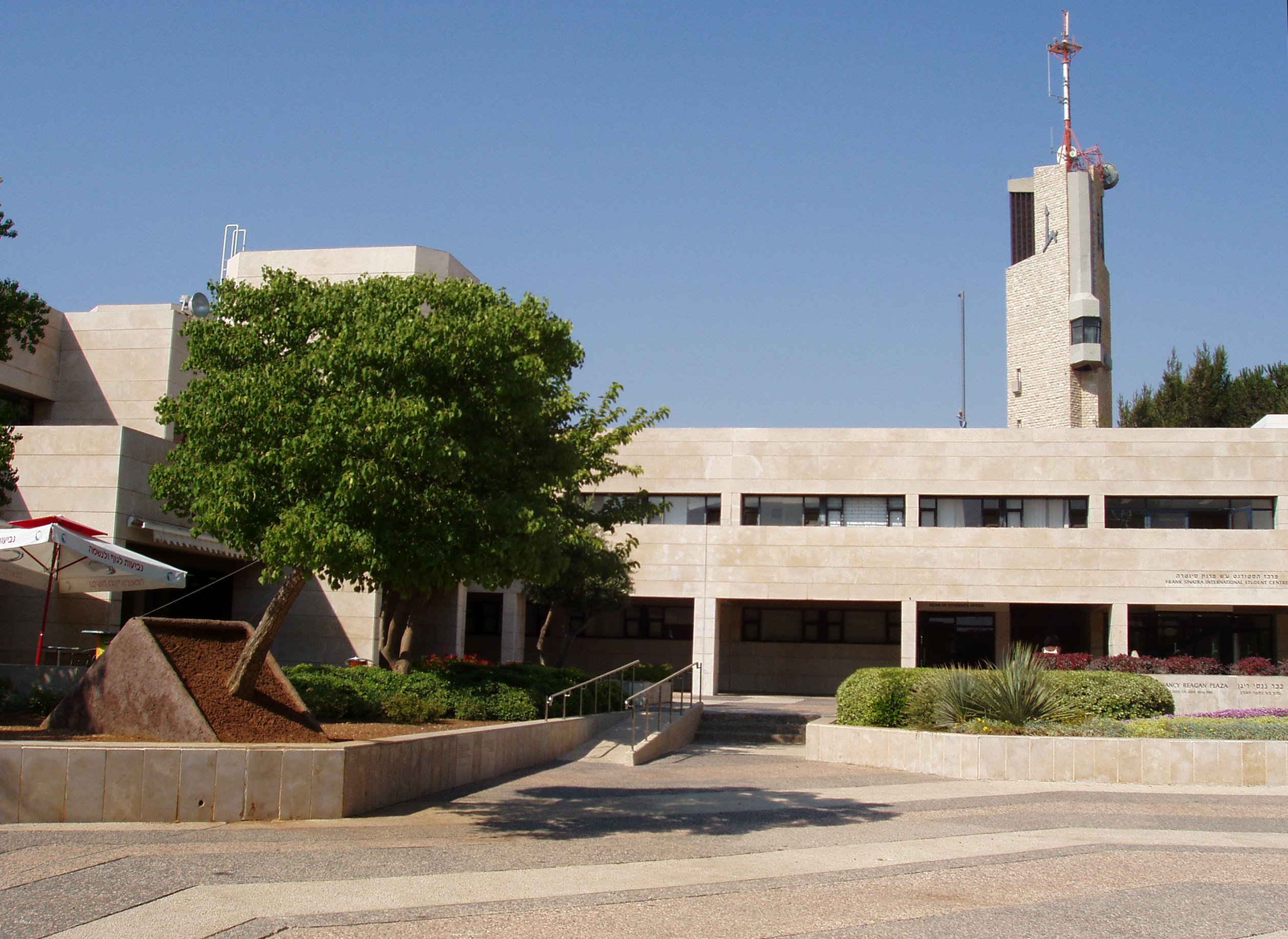
Campus auf dem Skopusberg

Die Hebräische Universität umfasst nahezu alle Gebiete der Natur-, Geistes- und Sozialwissenschaften. Sie hat sieben Fakultäten, 14 Fachbereiche und rund 90 Forschungsinstitute. Die Fakultäten umfassen Geisteswissenschaften, Sozialwissenschaften, Naturwissenschaften, Agrarwissenschaften, Medizin, Zahnmedizin und Jura. Zu den Fachbereichen gehören u. a. Erziehungswissenschaften, Sozialarbeit, Krankenpflege, Pharmazie, Tiermedizin und Ernährungswissenschaften. Seit der Gründung der Universität wurden mehr als 95.000 Absolventen ihre Diplome überreicht. Zurzeit studieren etwa 20.000 Studenten an der Hebräischen Universität. Weitere 10.000 nehmen an Zusatzstudien und Ergänzungsprogrammen teil. Die Universität verteilt sich eigentlich auf 4 Standorte (Campus):

### Skopusberg

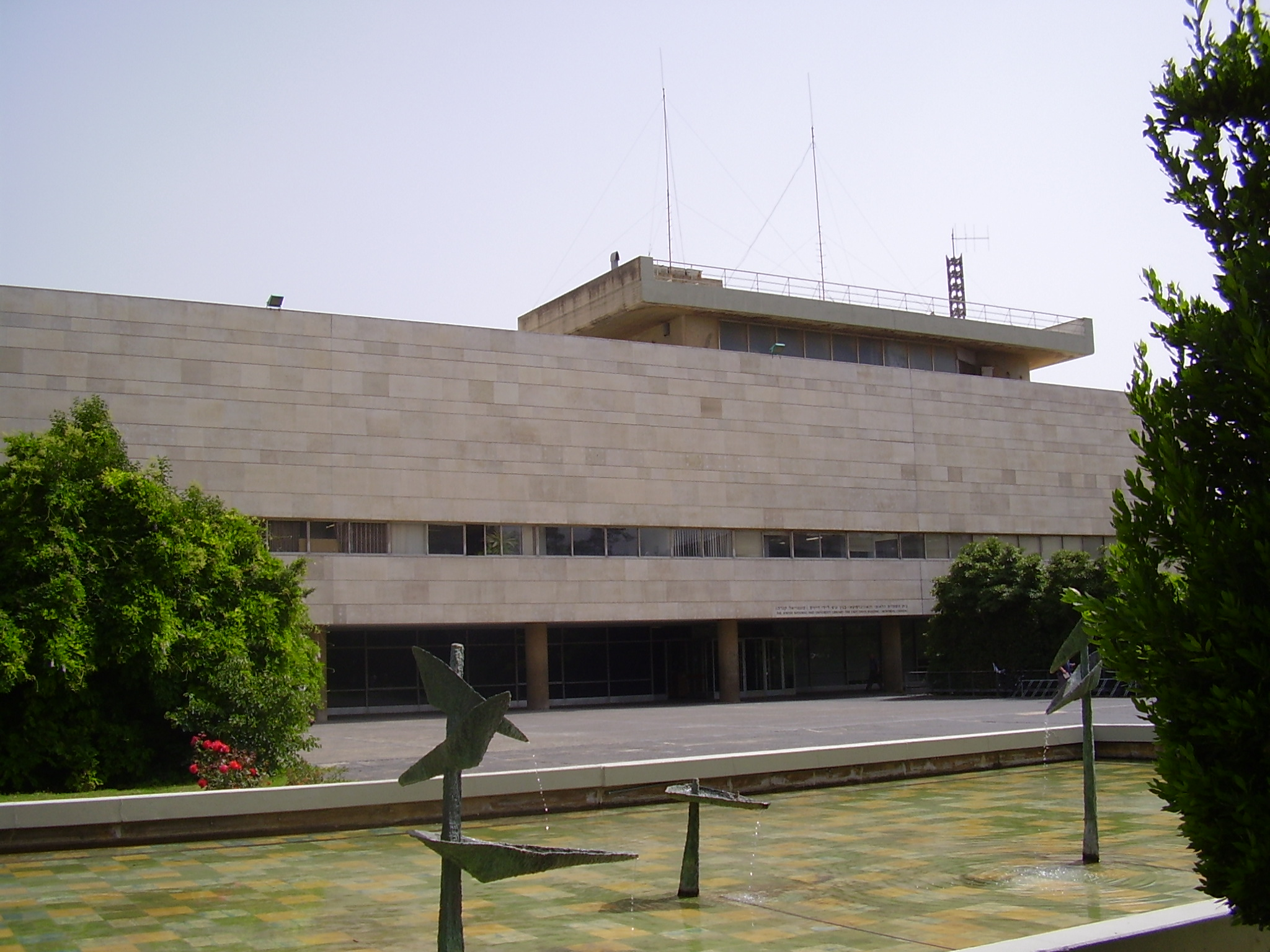
Israelische Nationalbibliothek auf dem Givʿat-Ram-Campus im Westen der Stadt

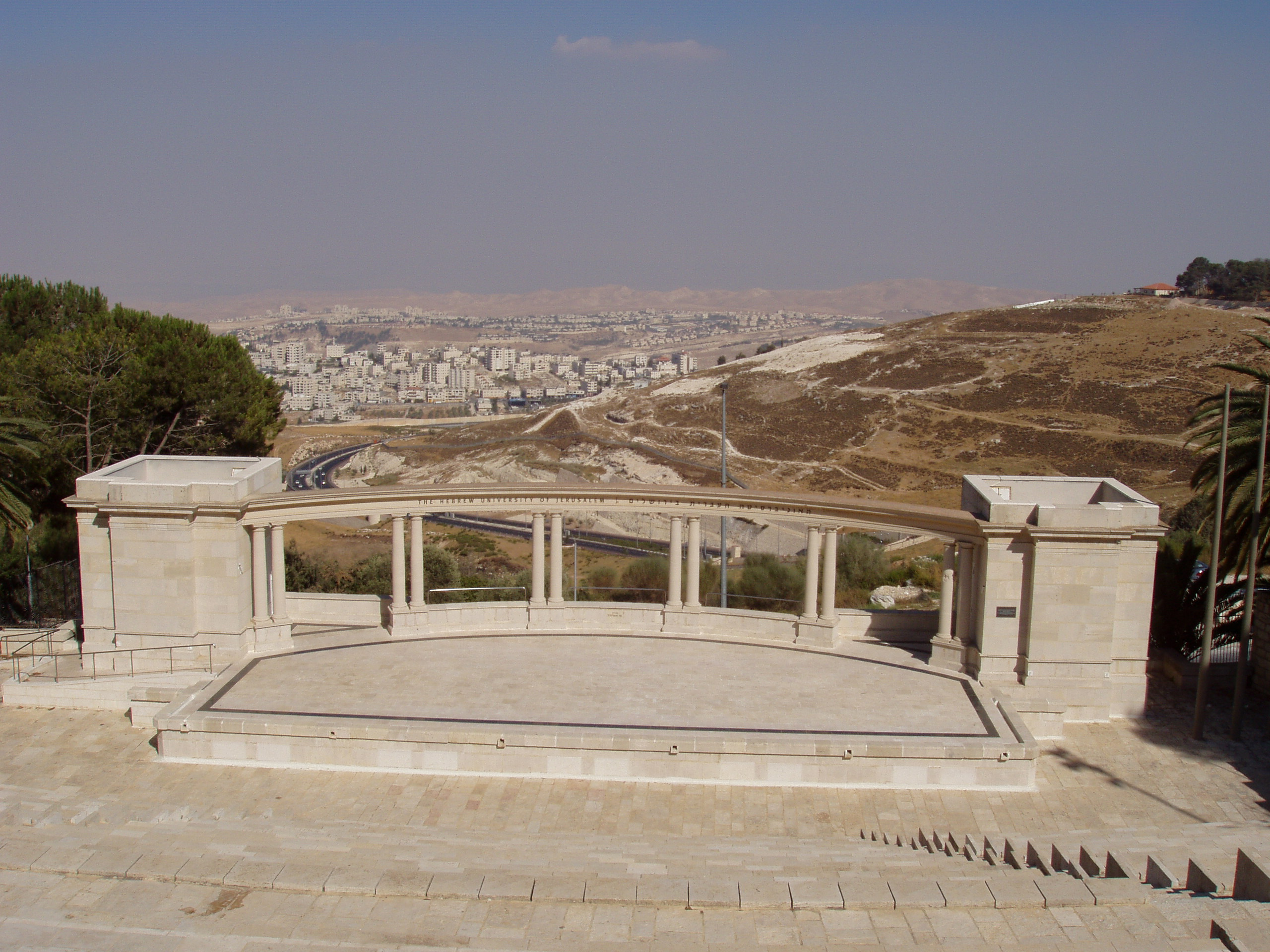
Theater auf dem Skopusberg

Auf dem nach Plänen Richard Kauffmanns, Ossip Klarweins und Heinz Raus angelegten Skopusberg-Campus (hebräisch הר הצופים Har haZofim, deutsch ‚Berg der Warten‘) im Ostteil von Jerusalem befindet sich die Fakultät für Humanwissenschaften, mit dem Institut für Urban- und Regionalforschung, wo die Floersheimer Studies untergebracht ist. Ebenfalls auf dem Skopusberg befinden sich die Fakultät für Jura und Betriebswirtschaft sowie die Rothberg International School, das 1978 gestiftete International Frank Sinatra Student Center, das Harry S. Truman Research Institute for the Advancement of Peace, das Mandelinstitut für Judaistik (englisch Jewish Studies) und die neue School of Public Policy (Politikwissenschaften). Auf dem Gelände des Mount Skopus befindet sich ferner die 1981 errichtete Hecht-Synagoge.

### Givʿat Ram (Edmond Safra)
Der Campus Givʿat Ram, der nach Edmond Safra benannt wurde, beherbergt die naturwissenschaftlichen Institute. Außerdem befindet sich dort die National- und Universitätsbibliothek des Staates Israel, die etwa fünf Millionen Bände umfasst. Sie stellt die weltweit größte Sammlung hebräischer Bücher dar. Zu der Bibliothek gehören die monumentalen Glasfenster von Mordechai Ardon.

### ʿEin Kerem
In ʿEin Kerem ist der Campus zugleich das Gelände des Hadassah En Kerem Hospitals (Hadassah-Klinik für Medizin, Zahnmedizin und die Molekularbiologie).

### Rechovot
In Rechovot befinden sich die Tiermedizinische und die Landwirtschaftliche Fakultät (Agrarwissenschaften).

### Tel Aviv
Von 1955 bis 1975 zählte das Nationale Zentrum für Forensische Medizin zu den Instituten der Hebräischen Universität. Dann wechselte es in die Zuständigkeit des israelischen Gesundheitsministeriums.

## Präsidenten
- 1935 bis 1948: Judah Leon Magnes
- 1949 bis 1950: Leon Simon
- 1949 bis 1952: Selig Brodetsky
- 1953 bis 1961: Benjamin Mazar
- 1961 bis 1962: Giulio Racah

...
- 1992 bis 1997: Hanoch Gutfreund
- 1997 bis 2008: Menachem Magidor
- 2009 bis 2017: Menachem Ben-Sasson
- Seit 2017: Asher Cohen

## Dozenten

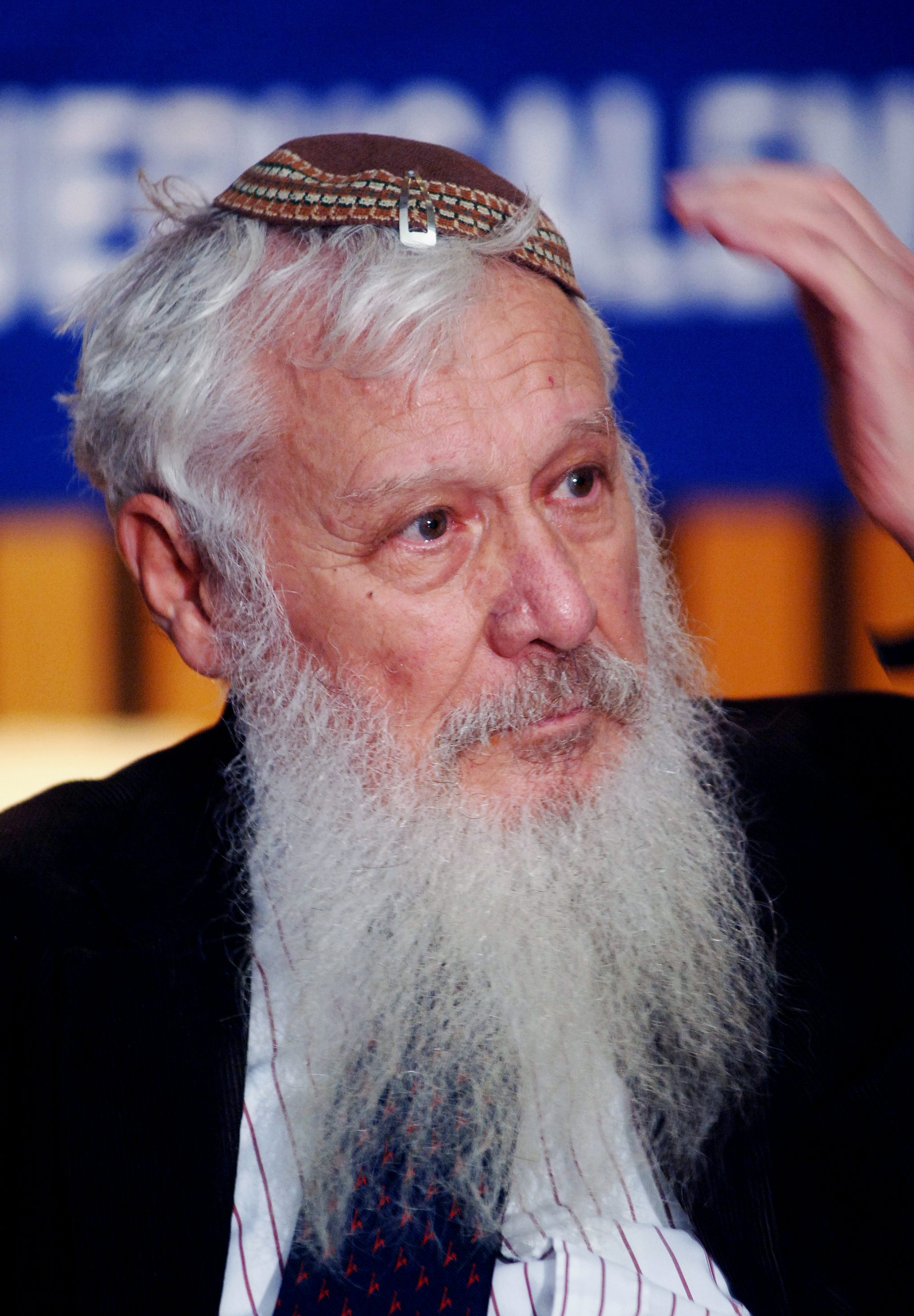
Robert J. Aumann

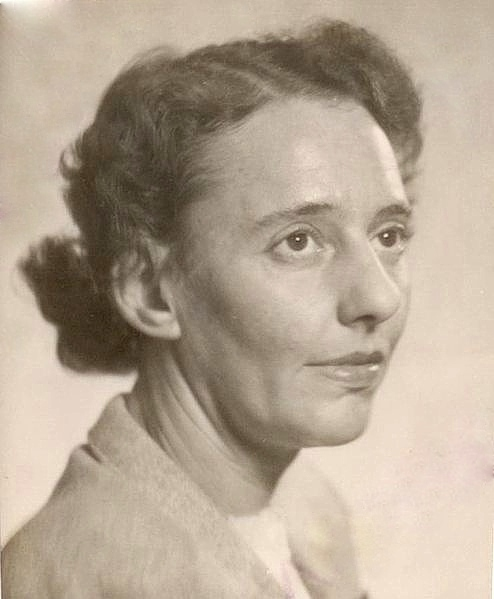
Leah Goldberg

(Auswahl, siehe auch Kategorie:Hochschullehrer (Hebräische Universität Jerusalem))
- Dorit Aharonov (* 1970), Computerwissenschaftlerin
- Robert J. Aumann (* 1930), Alfred-Nobel-Gedächtnispreis für Wirtschaftswissenschaften 2005
- Jacob Bekenstein (1947–2015), Physiker
- Uri Ben-Horin, Archäologe, Mitbegründer der Israel Oriental Society
- Aaron Ciechanover (* 1947), Nobelpreis für Chemie 2004
- Dan Diner (* 1946), Historiker
- Shmuel N. Eisenstadt (1923–2010), Soziologe und Historiker
- Menachem Elon (1923–2013), Jurist, 1977–1993 Richter am Obersten Gericht Israels
- Michael Evenari (1904–1989), Botaniker und Ökologe
- Emil Fackenheim (1916–2003), Philosoph
- Michael Fisch (* 1964), Literaturwissenschaftler
- Evyatar Friesel (* 1930), Historiker
- Abraham Fraenkel (1891–1965), Mathematiker
- Leah Goldberg (1911–1970), Schriftstellerin
- Naama Goren-Inbar (* 1948), Paläontologin und Archäologin
- Georg Haas (1905–1981), Zoologe und Paläontologe
- Yuval Noah Harari (* 1976), Historiker
- Avram Hershko (* 1937), Nobelpreis für Chemie 2004
- Eva Illouz (* 1961), Soziologin
- Daniel Kahneman (1934–2024), Alfred-Nobel-Gedächtnispreis für Wirtschaftswissenschaften 2002
- Richard Koebner (1885–1958), Historiker
- Menachem Magidor (* 1946), Mathematiker, bis 2008 Präsident der Universität
- Raphael Mechoulam (1930–2023), Chemiker
- Eugen Mittwoch (1876–1942), Semitist und Islamwissenschaftler, 1916–1918 Leiter der deutschen Nachrichtenstelle für den Orient, 1924 Gastprofessor an der Hebräischen Universität zum Aufbau der dortigen Semitistik
- Chaim Rabin (1915–1996), Sprachwissenschaftler
- Yoel Rak (* 1946), Paläoanthropologe und Anatom
- Gershom Scholem (1897–1982), jüdische Mystik
- Gershon Shaked (1929–2006), Literaturwissenschaftler
- Alice Shalvi (1926–2023), Anglistin und Feministin
- Ernst Simon (1899–1988), Religionsphilosoph
- Zeev Sternhell (1935–2020), Politikwissenschaftler
- Elieser Sukenik (1889–1953), Archäologe
- Gadi Taub (* 1965), Historiker, Sozialwissenschaftler
- Claude Vigée (1921–2020), Dichter
- Yfaat Weiss (* 1962), Historikerin
- Reʾuven Jaron (1924–2014), Rechtshistoriker
- Moshe Zimmermann (* 1943), Historiker

## Alumni
(Auswahl)
- Léo Apotheker (* 1953), Manager
- Amira Arnon, Diplomatin

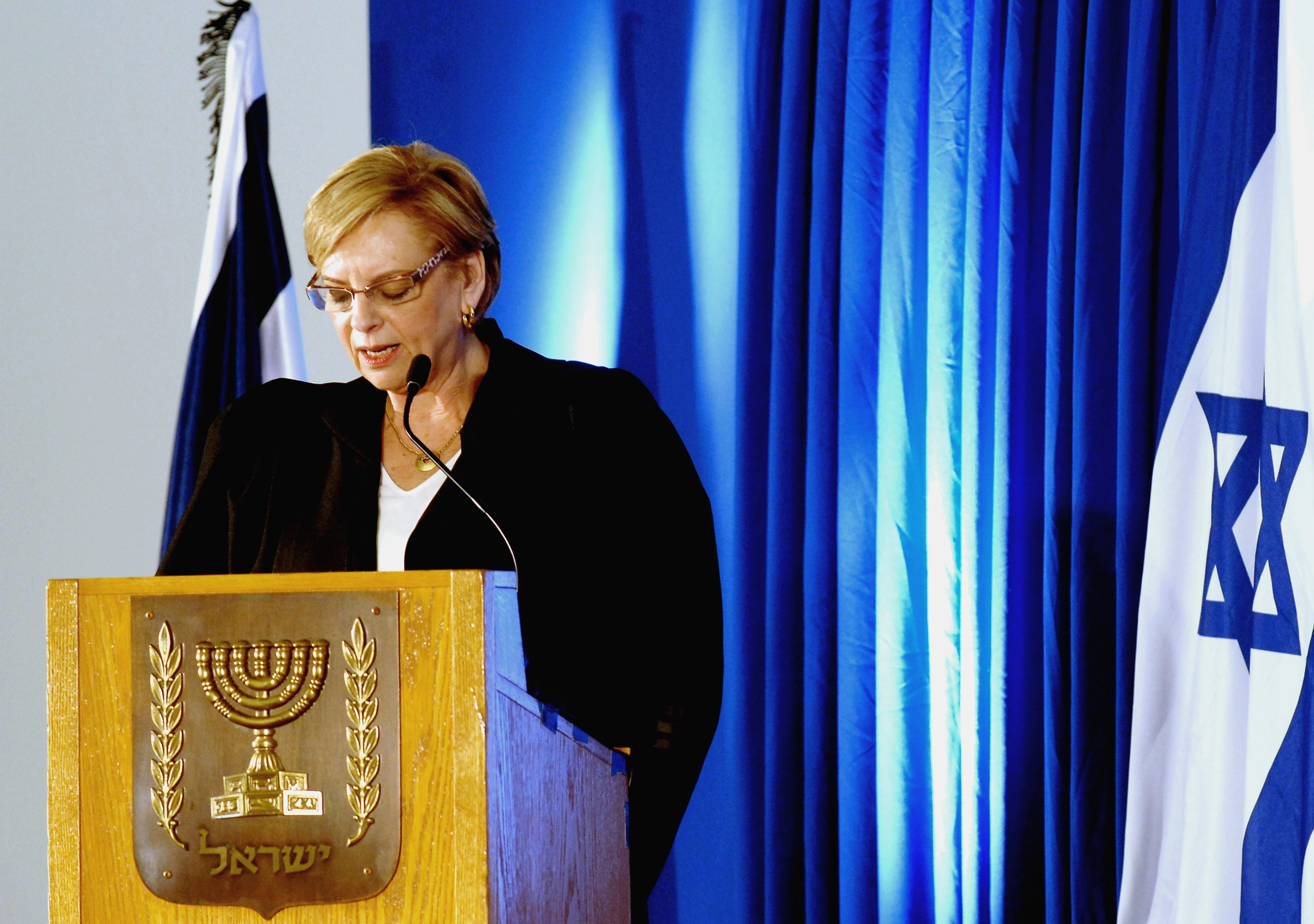
Dorit Beinisch

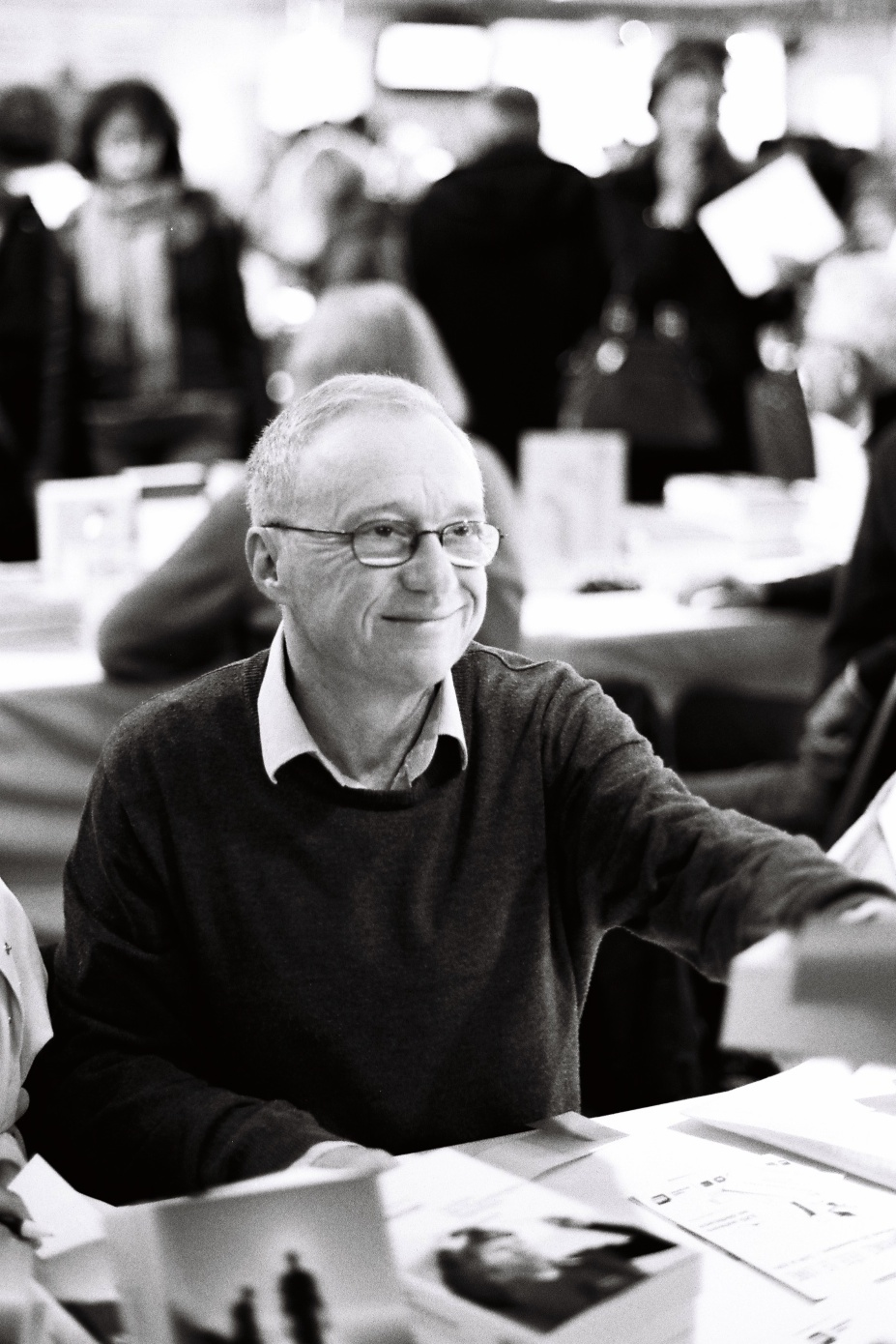
David Grossman

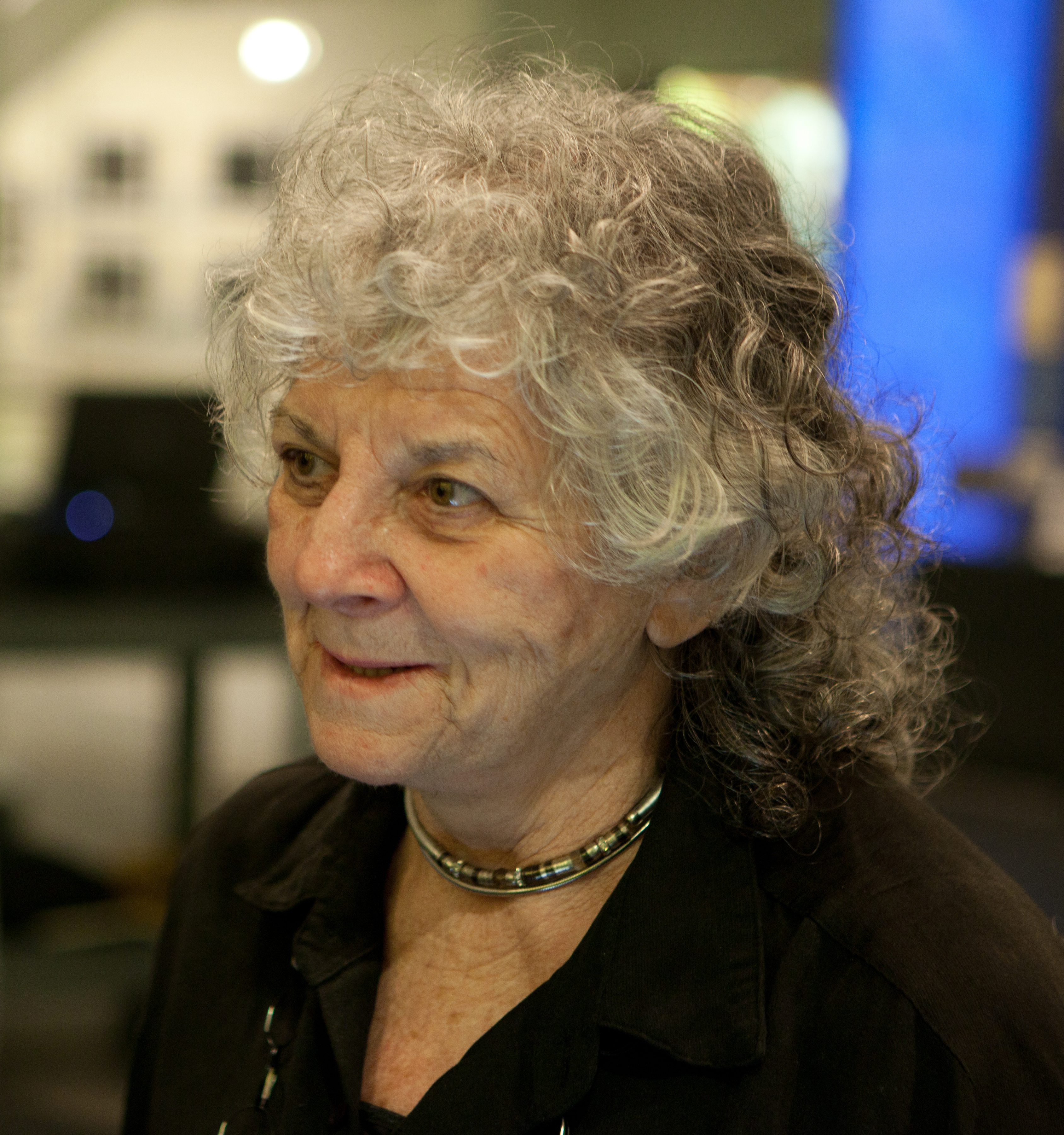
Ada E. Yonath

- Ehud Barak (* 1942), israelischer Ministerpräsident (1999–2001)
- Dorit Beinisch (* 1942), Präsidentin des Obersten Gerichtshof Israels
- Ilan Ben-Dov (* 1959), Diplomat
- David J. Gross, Nobelpreisträger 2004 (Physik)
- David Grossman (* 1954), israelischer Schriftsteller
- Jigael Jadin (1917–1984), israelischer Archäologe, Generalstabschef der Streitkräfte
- Ephraim Katzir (1916–2009), israelischer Biophysiker und vierter Staatspräsident Israels
- Aviv Kochavi (* 1964), Chef des Generalstabes
- Schulamit Levenberg (* 1969), Biologin und Hochschullehrerin
- Elon Lindenstrauss (* 1970), israelischer Mathematiker und Träger der Fields-Medaille
- Ehud Olmert (* 1945), israelischer Ministerpräsident (2006–2009)
- Emanuele Ottolenghi (* 1969), italienischer Politikwissenschaftler
- Natalie Portman (* 1981), Schauspielerin und Regisseurin
- Michael O. Rabin (* 1931), israelischer Informatiker
- Ariel Scharon (1928–2014), israelischer Ministerpräsident (2001–2006)
- Arye Sharuz Shalicar (* 1977), iranisch-deutsch-israelischer Politologe, Rapper und Pressesprecher
- Hanin Soabi (* 1969), israelische Politikerin
- Adin Talbar (1921–2013), israelischer Sportler und Sportfunktionär
- Yochanan Vollach (* 1945), israelischer Fußballspieler
- Gideon Weigert (1919–2001), israelischer Agrarwissenschaftler, Journalist, Autor und Menschenrechtler
- Gil Yaron (* 1973), Arzt und Journalist
- Ada E. Yonath (* 1939), Nobelpreisträgerin 2009 (Chemie)
- Uri Zohar (1935–2022), Filmregisseur, Schauspieler und Rabbiner

## Rankings
In den gängigen internationalen Hochschulrankings wird die Universität meist den besten 150 respektive 200 Hochschulen der Welt zugerechnet (Stand von 2017):
- Academic Ranking of World Universities 2017: Rang 121[16]
- Times Higher Education 2017: Rang 200[17]
- QS World University Rankings 2017: 148[18]

Das Mathematische Institut wurde im Jahr 2017 für sich genommen hingegen vom Academic Ranking of World Universities vor den Universitäten Berkeley, Chicago oder der ETH Zürich und nach den Universitäten Oxford, Stanford und Princeton auf Rang 11 aufgeführt.

## Verein der Freunde der Hebräischen Universität Jerusalem in Deutschland e.V. (Berlin)
Vorsitzender des Vorstands:
- Karl-Ulrich Ansorg

Weitere Mitglieder des Vorstands
- Anneliese Langner
- Sigal Ansorg
- Carsten Geyer
- Johannes Schamburg
- Christoph Gerlinger

Kuratorium
- Menachem Ben-Sasson (Vorsitzender)
- Rachel Salamander
- Iris Berben
- Ron Jakubowicz
- Charlotte Knobloch
- Erich Sixt
- Regine Sixt
- Horst Teltschik

## Kritik
Im Oktober 2014 unterzeichneten 343 britische Universitätsprofessoren und -lektoren (darunter Patrick Bateson von der University of Cambridge, Ted Honderich vom University College London, T. W. B. Kibble vom Imperial College London und Richard Sennett von der London School of Economics) nach dem Vorbild des Boykotts gegen Südafrika unter dem Apartheidregime einen Aufruf für einen akademischen Boykott israelischer Hochschulen, da diese an israelischen Verstößen gegen internationales Recht beteiligt seien. Als Beispiel für diese Beteiligung wird die Hebräische Universität Jerusalem hervorgehoben, die „bei ihrer Expansion in besetztes palästinensisches Gebiet an der Beschlagnahme von palästinensischem Land beteiligt“ sei, und „ein Teil der Unterkünfte für die Studierenden der Universität befinden sich in einer illegalen israelischen Siedlung“ (French Hill) im besetzten Ostjerusalem.
Auf einen ähnlichen Boykottaufruf der British Association of University Teachers hatte die Hebräische Universität 2005 mit einer gemeinsamen Erklärung mit der al-Quds-Universität reagiert. Die von den beiden damaligen Präsidenten Menachem Magidor und Sari Nusseibeh unterzeichnete Erklärung ruft zur akademischen Kooperation auf und bekräftigt die Fortsetzung der Kooperation zwischen den beiden Jerusalemer Universitäten im Sinne einer friedlichen Lösung des Nahostkonfliktes.
Der Boykottbewegung wurde u. a. von der Anti-Defamation League und dem Simon Wiesenthal Center Antisemitismus vorgeworfen, weil sie nur israelische Institutionen angreife, während anderswo tatsächlichem oder vermeintlichem Bruch des Völkerrechts (beispielsweise durch China in Tibet) nicht mit ähnlichen Kampagnen begegnet werde.
Im März 2024 suspendierte die Universität die Professorin Nadera Shalhoub-Kevorkian, nachdem sie eine Petition verteilt hatte, die zu einem Waffenstillstand im Gazastreifen aufrief und behauptete, dass Israel einen Völkermord verübe. Die rechtsextreme Organisation Im Tirtzu behauptete, sie habe zuvor tausende Beschwerden von Studierenden über Shalhoub-Kevorkian an die Leitung der Universität weitergeleitet. Rund hundert Mitglieder des Lehrkörpers forderten eine Rücknahme der Suspendierung. Sie schrieben in einem offenen Brief, dass sie Shalhoub-Kevorkians Aussagen zwar ablehnten, die Universität sie jedoch ohne ordentliches Verfahren, ohne Behandlung im Disziplinarausschluss suspendiert habe.
Jamil Dakwar von der American Civil Liberties Union bezeichnete die Suspendierung als »weiteren Schlag gegen die Freiheit der Wissenschaft in Israel«. Am 27. März hob die Universität die Suspendierung auf. Am 18. April verhaftete die israelische Polizei Shalhoub-Kevorkian in ihrer Wohnung in Jerusalem wegen »Aufhetzung zu Gewalt« durchsuchte ihre Wohnung und beschlagnahmte unter anderem ihren Computer und Fotos des Dichters Mahmud Darwisch. Mehr als einhundert Professoren (darunter Rashid Khalidi, Judith Butler, Raz Segal, Debórah Dwork, David Theo Goldberg, Taner Akçam, Neve Gordon, Michael Harris, Omer Bartov und Haynes Miller) forderten ihre Freilassung und bezeichneten ihre Verhaftung als »einen Anschlag auf alle palästinensischen Wissenschaftler, Studenten und Aktivisten, die den gewalttätigen und völkermörderischen Charakter des israelischen Staates ans Licht bringen«. Am 19. April ordnete ein israelischer Richter bei einer Anhörung ihre Freilassung an.